# 徳重種彦
徳重 種彦（とくしげ たねひこ、1892年（明治25年）2月4日 - 没年不明）は、大正から昭和時代前期の台湾総督府官僚。

## 経歴・人物
鹿児島県鹿児島市常磐町に生まれる。1912年（明治45年）鹿児島市立商業学校を卒業し、1916年（大正5年）渡台する。
内務局地理課勤務を皮切りに、高雄州属、交通局書記を経て、1939年（昭和14年）地方理事官に進み、高雄州東港郡守に就任。ついで1942年（昭和17年）新竹州新竹郡守に転じた。